# اختيار الدين حسن بن غفراس
اختيار الدين حسن بن غفراس (تُوفي عام 1192) كان أحد رجال الحاشية السلجوقية ووزيرًا لفترة طويلة لسلطان الروم السلجوقي، قلج أرسلان الثاني (حكم من 1156 إلى 1192).
كان في الأصل من عائلة جبراس [الإنجليزية]
 البيزنطية، ومن المرجح جدًا أنه كان متطابقًا مع، أو ربما كان ابنًا لأحد أفراد العائلة غير المسمى الذي انشق إلى السلطان في أواخر عهد الإمبراطور مانويل الأول كومنينوس (حكم 1143 - 1180 م)، وأصبح عضوًا بارزًا في البلاط السلجوقي، وشغل منصب السفير السلجوقي لدى السلطان خلال حملة ميريوكيفالون في عامي 1175–1176 م. وقد تم إثبات وجود اخيار نفسه بشكل قطعي من ق. 1180 فصاعدًا، عندما قاد المفاوضات مع صلاح الدين. وظل يشغل منصب الوزير حتى وفاة قلج أرسلان سنة 1192م. وفقًا للمؤرخ أنتوني براير [الإنجليزية]
، فقد كان "يُنظر إليه على أنه رجل دولة حكيم ومشهور بروعة ملابسه ومجوهراته الشخصية". ومع ذلك، فمن المحتمل أن يكون هو (أو أحد أبنائه المحتملين) هم "الغوارس" الذي اتُهموا بتسميم السلطان ووريثه كيخسرو الأول، في عام 1192 م. بعد وفاة قلج أرسلان، فُصل من منصبه وتوجه إلى ممتلكاته بالقرب من أرزينجان، حيث كان ينوي التقاعد، لكنه تعرض لكمين وقُتل في الطريق على يد الغزاة التركمان. ثم طالب الأمير المنكوجكي بهرام شاه بممتلكاته.